# あやかしの世界
2013年2月2日、SKIPシティ10周年イベントで上映された埼玉県に伝承が残る妖怪を登場させた映画。
30分程度の短編だが、数々の妖怪が登場する大人から子どもまで楽しめるエンターティメントとなっている。
トークショーのゲストは京極夏彦だった。

## ストーリー
妖怪好きな少年健太は妖怪のスタンプラリーに参加中に、不思議な紙芝居屋のおじいさんと出会う。
それが数奇な物語の始まりだった。

## スタッフ
- 監督： 高橋コウジ
- 脚本： 高橋コウジ
- プロデューサー： 今井乃梨子
- 妖怪造型美術総指揮 ：杉本末男（Chara）
- 特殊造型協力 ： 土肥良成(ハッヒホッタ屋)、石野大雅(studio HigeMegane)、笹野茂之
- 特殊メイク応援 ： 須賀寛子、須見有樹子
- 特殊造型スタッフ ： 大森敦史、薛鴻菲、高橋乙栄、岡安杏子、関麻未、鶴岡瑛子、平瀬絵美、熊谷海里、渋井しほり
- 特殊効果 ： 湯本信一
- 制作応援 ： 上田健一、上田光一
- 特効機材協力 ： 亀甲船
- 紙芝居イラスト ： 岡本英郎
- 撮影監督 ： 永野 敏
- 照明 ： 高橋 拓
- 技術 ： 勝亦祐嗣
- 録音 ： 藤原菜摘
- 助監督 ： 岩城武彦
- 音楽 ： 明田康司
- オープニング制作 ： 伊藤創志
- 合成応援 ： 水谷しゅん
- 編集 ： 高橋コウジ
- オーディション協力 ： 鈴木春政
- ポストプロダクションマネージャー ： 松本和幸
- フレームエディター ： 栗原 純
- スモークエディター ： 高辻 仁
- MA ： 高田義紀
- MAアシスタント ： 南裕貴弥
- リニアエディター ： 小川和之
- HDスタジオ ： 木村幸雄
- デジタルSKIPステーション ： 中林健治、関口万里、井西政彦、冨永威允
- 制作 ： テレビ埼玉・STUDIO NOVA
- キャスティング協力 ： 劇団ひまわり
- 協力 ： 川口市母子福祉センター、さぎやま記念公園 、見沼自然公園、熊野神社、埼玉県立歴史と民俗の博物館、埼玉県立浦和図書館
- プロデューサー ： 今井乃梨子
- 制作 ： CLEO、デジタルSKIPステーション
- 製作 ： 埼玉県

## キャスト
- 里村洋……健太
- 鈴木里彩……美鈴
- 二階堂実……識者
- 武智恵美……少女時代の美鈴
- 朝霧靖子……チトリ
- 小宮弘子……袖引き小僧・蟹娘・送り狼
- 福沢博史……見沼の竜（声）
- 藤崎美貴……母河童
- 石田クニヒト……万年亀・猯・死人憑き
- 菊池七穂……小袖の手・化け損ないの猫又・はらだし
- 明田康二……岩魚坊主・海坊主・伊草村の袈裟坊
- 田村智浩……鉄鼠・鬼鎮様・小沼のかじ坊
- 米倉剛……カラス天狗・泥田坊
- 佐藤達也……タンコロリン・白坊主・竹ヶ淵の竹坊
- 宇都宮英恵……死霊・毛倡妓・二口女 ・から傘小僧・お化け提灯・骸骨
- 大嶋守立……紙芝居のおじいさん・大天狗

## その他
- 2013年の観光映像大賞にノミネートされた。